# Djimi Traoré
Pour les articles homonymes, voir Traoré.
Djimi Traoré, né le 1er mars 1980 à Saint-Ouen (Seine-Saint-Denis), est un footballeur puis entraîneur franco-malien. International malien, il évolue au poste de défenseur et est le premier joueur malien à avoir remporté la Ligue des champions de l'UEFA en 2005 avec Liverpool.
Il est entraîneur-adjoint des Sounders de Seattle en MLS de 2016 à 2021. Depuis 2024 il est entraîneur principal de l'équipe réserve de l'AS Monaco.

## Biographie

### Carrière de joueur

#### Début professionnel au Stade lavallois
Djimi Traoré est formé au Stade lavallois, où il arrive à seize ans. Il passe d'un poste de milieu défensif ou attaquant à un poste de défenseur central. Devenu international juniors, il joue son premier match avec l'équipe première à 18 ans, lancé en deuxième division par Hervé Gauthier.
Il participe à seulement cinq rencontres en une demi-saison au Stade lavallois mais il est déjà observé par plusieurs clubs européens (Liverpool, Bordeaux, Paris SG, Rennes, Parme).

#### FC Liverpool
Il signe à Liverpool en février 1999, pour cinq ans. Il ne s'impose pas tout de suite en Angleterre et joue très peu lors des deux premières saisons, le club décide donc de le prêter au RC Lens lors de la saison 2001-2002. Il joue son premier match sous les couleurs sang et or le 15 septembre 2001 contre le FC Sochaux. Longtemps en tête du championnat, le RC Lens voit le titre s'échapper dans les dernières journées au profit de l'Olympique lyonnais. Au total, Traoré porte le maillot lensois à vingt reprises avant de retrouver le club anglais.
La saison suivante, il joue la majorité de la saison 2002-2003, remplaçant Stéphane Henchoz blessé et totalise 49 matchs toutes compétitions confondues. Lors de la saison suivante, il ne joue que onze matchs mais marque son premier but professionnel  contre le Steaua Bucarest lors du second tour de Coupe UEFA.

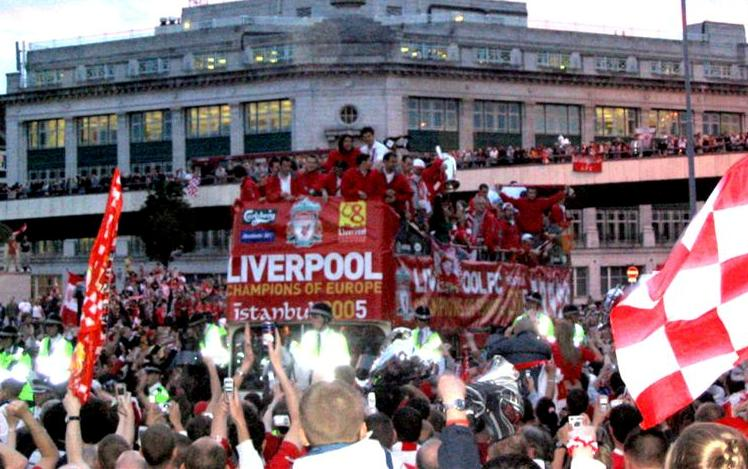
L'équipe de Liverpool célébrant sa victoire en Champions League.

Il remporte la Ligue des champions en 2005 au cours d'une rencontre mémorable où les Reds, menés 3-0 par le Milan AC à la mi-temps, réussissent à revenir au score avant de s'imposer aux tirs au but. Il devient le premier malien champion d'Europe. La même saison, il participe à la finale de la Coupe de la ligue qui voit Chelsea l'emporter 3-2 après prolongations face à Liverpool.
Lors de la saison 2005-2006, il ne joue que 26 matchs toutes compétitions confondues et décide de quitter le club.

#### Vagabondage en Premier League et prêts
Traoré est transféré au Charlton Athletic durant l'été 2006 pour huit millions de livres. Après une demi-saison et seulement quinze rencontres disputées, il rejoint le Portsmouth FC pour un transfert estimé à 1,4 million d'euros au cours du marché des transferts hivernal de 2007.
En janvier 2008, après seulement quinze matchs en une saison et demie, il rejoint le Stade rennais pour un prêt avec option d'achat qui n'est finalement pas levée par le club breton avec qui il joue quinze matchs lors de la deuxième partie de saison dont le premier le 23 janvier contre l'OGC Nice. En février 2009, il est prêté à Birmingham City mais ne joue que trois rencontres.

#### Passage en France
Le 18 juin 2009, Djimi Traoré s'engage pour deux saisons en faveur de l'AS Monaco. Il joue son premier match sur le rocher lors de la troisième journée de Ligue 1 contre le FC Lorient avant de devenir peu à peu titulaire au sein de l'effectif monégasque et participer à la finale de la coupe de France en 2010 perdue face à Paris Saint-Germain.
Le 18 décembre 2010, il est victime d'une rupture des ligaments croisés antérieurs du genou droit lors du match nul de son équipe contre le Paris Saint-Germain (2-2). Cette blessure met un terme à sa saison à six mois de la fin de son contrat sur le Rocher.
Il quitte l'ASM à l'issue de la saison et signe librement à l'Olympique de Marseille le 17 août 2011. Il joue son premier match sous le maillot phocéen lors de la Ligue des champions contre l'Olympiakos. Il joue vingt rencontres à l'OM lors de sa première saison. Le 13 juin 2012, l'Olympique de Marseille annonce que le contrat du joueur, qui arrive à expiration le 30 juin, n'est pas renouvelé.

#### Sounders de Seattle
Le 23 février 2013, Traoré s'engage, après quelques jours d'essai, avec les Sounders de Seattle en MLS. Lors du match retour des quarts de finale de Ligue des champions de la CONCACAF, Djimi Traoré envoie un missile du gauche à 30 mètres du but et trouve la barre rentrante du gardien des Tigres UANL pour une victoire 3-1 synonyme de qualification pour les demies. Il permet à son équipe d'être la première franchise de MLS à éliminer une équipe mexicaine en phase finale de cette compétition. Lors du tour suivant, le club américain est éliminé contre une autre équipe mexicaine, le Santos Laguna.

#### Sélection nationale
Dijimi Traoré est international dans les sélections jeunes françaises.
Le 10 octobre 2004, il joue son premier mach avec le Mali à Lomé contre le Togo.

### Carrière d'entraîneur
Après avoir pris sa retraite en tant que joueur, Traoré se voit proposer le poste d'entraîneur-adjoint de l'équipe réserve des Sounders en USL. La saison suivante, il est promu au même poste au sein de l'équipe première.
Depuis 2021 il est entraîneur principal de la Right to Dream Academy. L'équipe première, qu'il dirige, est une sélection des meilleurs jeunes du FC Nordsjælland, complétée par des joueurs en provenance des académies Right to Dream en Egypte et au Ghana.

## Statistiques
Le tableau ci-dessous retrace la carrière de joueur de Djimi Traoré depuis ses débuts :
| Saison                | Club                    | Championnat           | Championnat | Championnat | Coupe(s) nationale(s) | Coupe(s) nationale(s) | Compétition(s) continentale(s) | Compétition(s) continentale(s) | Compétition(s) continentale(s) | Mali | Mali | Total | Total |
| Saison                | Club                    | Division              | M.          | B.          | M.                    | B.                    | Comp.                          | M.                             | B.                             | M.   | B.   | M.    | B.    |
| 1997-1998             | Stade lavallois         | Division 2            | 1           | 0           | -                     | -                     | -                              | -                              | -                              | -    | -    | 1     | 0     |
| 1998-1999             | Stade lavallois         | Division 2            | 4           | 0           | -                     | -                     | -                              | -                              | -                              | -    | -    | 4     | 0     |
| 1999-2000             | Liverpool FC            | Premier League        | -           | -           | 2                     | 0                     | -                              | -                              | -                              | -    | -    | 2     | 0     |
| 2000-2001             | Liverpool FC            | Premier League        | 8           | 0           | 1                     | 0                     | C3                             | 3                              | 0                              | -    | -    | 12    | 0     |
| 2001-2002             | Liverpool FC            | Premier League        | -           | -           | -                     | -                     | C1                             | 1                              | 0                              | -    | -    | 1     | 0     |
| 2001-2002             | RC Lens (prêt)          | Ligue 1               | 19          | 0           | 1                     | 0                     | -                              | -                              | -                              | -    | -    | 20    | 0     |
| 2002-2003             | Liverpool FC            | Premier League        | 32          | 0           | 6                     | 0                     | C1+C3                          | 5+6                            | 0                              | -    | -    | 49    | 0     |
| 2003-2004             | Liverpool FC            | Premier League        | 7           | 0           | 2                     | 0                     | C3                             | 2                              | 1                              | -    | -    | 11    | 1     |
| 2004-2005             | Liverpool FC            | Premier League        | 26          | 0           | 6                     | 0                     | C1                             | 10                             | 0                              | 2    | 1    | 44    | 1     |
| 2005-2006             | Liverpool FC            | Premier League        | 15          | 0           | 3                     | 0                     | C1+CMC                         | 5+1                            | 0                              | 2    | 0    | 26    | 0     |
| 2006-2007             | Charlton Athletic       | Premier League        | 11          | 0           | 2                     | 0                     | -                              | -                              | -                              | 2    | 0    | 15    | 0     |
| 2006-2007             | Portsmouth FC           | Premier League        | 10          | 0           | -                     | -                     | -                              | -                              | -                              | -    | -    | 10    | 0     |
| 2007-2008             | Portsmouth FC           | Premier League        | 3           | 0           | 2                     | 0                     | -                              | -                              | -                              | -    | -    | 5     | 0     |
| 2007-2008             | Stade rennais FC (prêt) | Ligue 1               | 15          | 0           | -                     | -                     | -                              | -                              | -                              | -    | -    | 15    | 0     |
| 2008-2009             | Birmingham City (prêt)  | Championship          | 3           | 0           | -                     | -                     | -                              | -                              | -                              | -    | -    | 3     | 0     |
| 2009-2010             | AS Monaco               | Ligue 1               | 29          | 0           | 6                     | 1                     | -                              | -                              | -                              | -    | -    | 35    | 1     |
| 2010-2011             | AS Monaco               | Ligue 1               | 7           | 0           | 1                     | 0                     | -                              | -                              | -                              | -    | -    | 8     | 0     |
| 2011-2012             | Olympique de Marseille  | Ligue 1               | 11          | 0           | 6                     | 0                     | C1                             | 3                              | 0                              | -    | -    | 20    | 0     |
| 2013                  | Sounders de Seattle     | MLS                   | 27          | 1           | 3                     | 0                     | LCC                            | 4                              | 1                              | -    | -    | 34    | 2     |
| 2014                  | Sounders de Seattle     | MLS                   | 15          | 0           | 1                     | 0                     | -                              | -                              | -                              | -    | -    | 16    | 0     |
| Total sur la carrière | Total sur la carrière   | Total sur la carrière | 243         | 1           | 42                    | 1                     | -                              | 40                             | 2                              | 6    | 1    | 331   | 5     |

### Matches internationaux
| Matches internationaux de Djimi Traoré | Matches internationaux de Djimi Traoré | Matches internationaux de Djimi Traoré               | Matches internationaux de Djimi Traoré | Matches internationaux de Djimi Traoré | Matches internationaux de Djimi Traoré | Matches internationaux de Djimi Traoré    |
|                                        | Date                                   | Lieu                                                 | Adversaire                             | Résultat                               | Compétition                            | Notes                                     |
| -------------------------------------- | -------------------------------------- | ---------------------------------------------------- | -------------------------------------- | -------------------------------------- | -------------------------------------- | ----------------------------------------- |
| 1.                                     | 10 octobre 2004                        | Stade de Kégué, Lomé, Togo                           | Togo                                   | 1 - 0                                  | Qualification Mondial 2006             | Titulaire.                                |
| 2.                                     | 09 février 2005                        | Stade Auguste Delaune, Reims, France                 | Guinée                                 | 2 - 2                                  | Match amical                           | Titulaire.                                |
| 3.                                     | 3 septembre 2005                       | Stade Modibo-Keïta, Bamako, Mali                     | Congo                                  | 2 - 0                                  | Qualification Mondial 2006             | Titulaire.                                |
| 4.                                     | 8 octobre 2005                         | Stade Léopold-Sédar-Senghor, Dakar, Sénégal          | Sénégal                                | 3 - 0                                  | Qualification Mondial 2006             | Titulaire.                                |
| 5.                                     | 16 août 2006                           | Parc des sports et de l'amitié, Narbonne, France     | Tunisie                                | 0 - 1                                  | Match amical                           | Titulaire et remplacé par Adama Tamboura. |
| 6.                                     | 3 septembre 2006                       | Brookfields National Stadium, Freetown, Sierra Leone | Sierra Leone                           | 0 - 0                                  | Qualification CAN 2008                 | Titulaire.                                |

### But international
|   | Date           | Lieu                                 | Adversaire | Résultat | Competition  |
| - | -------------- | ------------------------------------ | ---------- | -------- | ------------ |
| 1 | 9 février 2005 | Stade Auguste Delaune, Reims, France | Guinée     | 2-2      | Match amical |

## Palmarès
Lors de son prêt au  RC Lens, il est vice-champion de France 2002.
Avec le Liverpool FC, il remporte la Ligue des champions en 2005. Il est également finaliste du Community Shield en 2002 et de League Cup en 2005.
Il est également vice-champion d'Angleterre de D2 en 2009 et finaliste de la coupe de France en  2010 avec l'AS Monaco.
Il remporte la Coupe de la Ligue en 2012 avec l'Olympique de Marseille.